# Orson Scott Card
Orson Scott Card (Richland, 24 de agosto de 1951), é um escritor de ficção científica e fantasia norte-americano.
Foi o primeiro escritor a receber o prêmio Hugo e Nebula por dois anos consecutivos, graças aos seus romances da série Ender, O Jogo do Exterminador e Orador dos Mortos.
Card é também conhecido pela romantização do filme "O Segredo do Abismo", de James Cameron, por um conto da série da Fundação de Isaac Asimov e por roteiros da versão Ultimate do Homem de Ferro da Marvel Comics.
Em 2013, Card foi selecionado como um roteirista convidado para escrever histórias do Superman para DC Comics, mas controvérsia sobre a opinião do Card sobre a homossexualidade, levou o ilustrador Chris Sprouse a deixar o projeto e a editora a engavetar as histórias.
Orson morou no Brasil por dois anos quando era missionário voluntário da Igreja de Jesus Cristo dos Santos dos Últimos Dias.